# Тигр жив
«Тигр Жив» — индийский боевик режиссёра Али Аббаса Зафара, вышедший в прокат 21 декабря 2017 года. Продолжение экшна «Жил-был тигр». Фильм продолжает рассказ о двух супер-шпионах Тигре и Зое восемь лет спустя.

## Сюжет
Индийские и пакистанские медсёстры, приехавшие в Ирак на работу, попадают в плен международно известного террориста Абу Усмана. Террорист также казнит на глазах всего мира граждан США, в результате чего власти США решают начать массивную воздушную атаку по месту расположения преступной организации, а именно по больнице, где содержатся пленницы-медсестры. Узнав о заключенных индийских медсестрах, глава внешней разведки Индии уговаривает власти США повременить с авиаударом, на что последние дают не более семи дней.
Миссия по спасению вверяется лучшему агенту внешней разведки Индии Манишу по прозвищу «Тигр», который давно отошел от дел ради семейной жизни. У Тигра есть всего семь дней, прежде чем США начнут воздушную атаку против террористов.

## В ролях
- Салман Хан — Авинаш «Тигр» Сингх Ратхор
- Катрина Каиф — Зоя
- Пареш Равал — Фирдауз, он же Тохбаан
- Гириш Карнад — Шеной
- Садджад Делафруз — Абу Усман
- Ангад Беди — Намит
- Кумуд Мишра — Ракеш
- Неха Хинге — Мария
- Гави Чахал — капитан Абрар
- Дагиш Бхатт — капитан Джавед
- Ануприя Гоенка — Пурна
- Анант Видхат Шарма — Каран
- Иван Родригес — посол Индии в Ираке
- Наваб Шах — Паван
- Закари Коффин — Гари
- Кейси Шеннон — Сэм Джейкобс
- Сиддхартха Басу — министр обороны Индии
- Рохит Каду Дешмух — Рохит
- Пареш Пахуджа — Азаан
- Наджмеддин Аль-Хадад — Хаким
- Вибхути Шарма — Джия
- Сартай Каккар — Джуниор
- Джинит Рат — Хасан

## Саундтрек
Вся музыка написана дуэтом композиторов Вишал-Шекхар.
| №  | Название                                    | Исполнители                    | Длительность |
| -- | ------------------------------------------- | ------------------------------ | ------------ |
| 1. | «Swag Se Swagat»                            | Вишал Дадлани & Неха Бхасин    | 3:55         |
| 2. | «Dil Diyan Gallan»                          | Атиф Аслам                     | 4:20         |
| 3. | «Zinda Hai (Tiger Theme by Julius Packiam)» | Сукхвиндер Сингх, Рафтар (рэп) | 4:13         |
| 4. | «Daata Tu»                                  | Шрея Гхошал                    | 4:13         |
| 5. | «Tera Noor»                                 | Джоти Нуран                    | 4:42         |
| 6. | «Dil Diyan Gallan (Unplugged)»              | Неха Бхасин                    | 4:03         |

## Критика
Лиза Церинг из The Hollywood Reporter написала, что фильм «испытывает недостаток в напряжении и сюжетных поворотах по сравнению с оригиналом 2012 года, но захватывающая музыкальная партитура и высококачественные сцены боев имеют большое значение для сохранения интереса во время просмотра».
Саймон Абрамс с сайта RogerEbert.com заключил, что «„Тигр жив“ — боевик со скорее красным мясом, чем серым веществом меж его ушей», но также назвал его «исключительно хорошим образцом привычного с детства кино».

## Награды
- Filmfare Award за лучшую постановку боевых сцен — Том Струтерс[4]
- IIFA Award за лучшую операторскую работу — Марцин Ласкавец[5]
- IIFA Award за лучшую работу со звуком — Дилип Субраманьям, Ганеш Гангадхаран[5]